# Treinta de Agosto
Treinta de Agosto es una localidad del partido de Trenque Lauquen, provincia de Buenos Aires, Argentina.

## Población
Cuenta con 4777 habitantes (Indec, 2010), lo que representa un incremento del 13,6% frente a los 4204 habitantes (Indec, 2001) del censo anterior.
| Gráfica de evolución demográfica de Treinta de Agosto entre 1960 y 2010 |
|                                                                         |
| Fuentes: INDEC                                                          |

## Historia

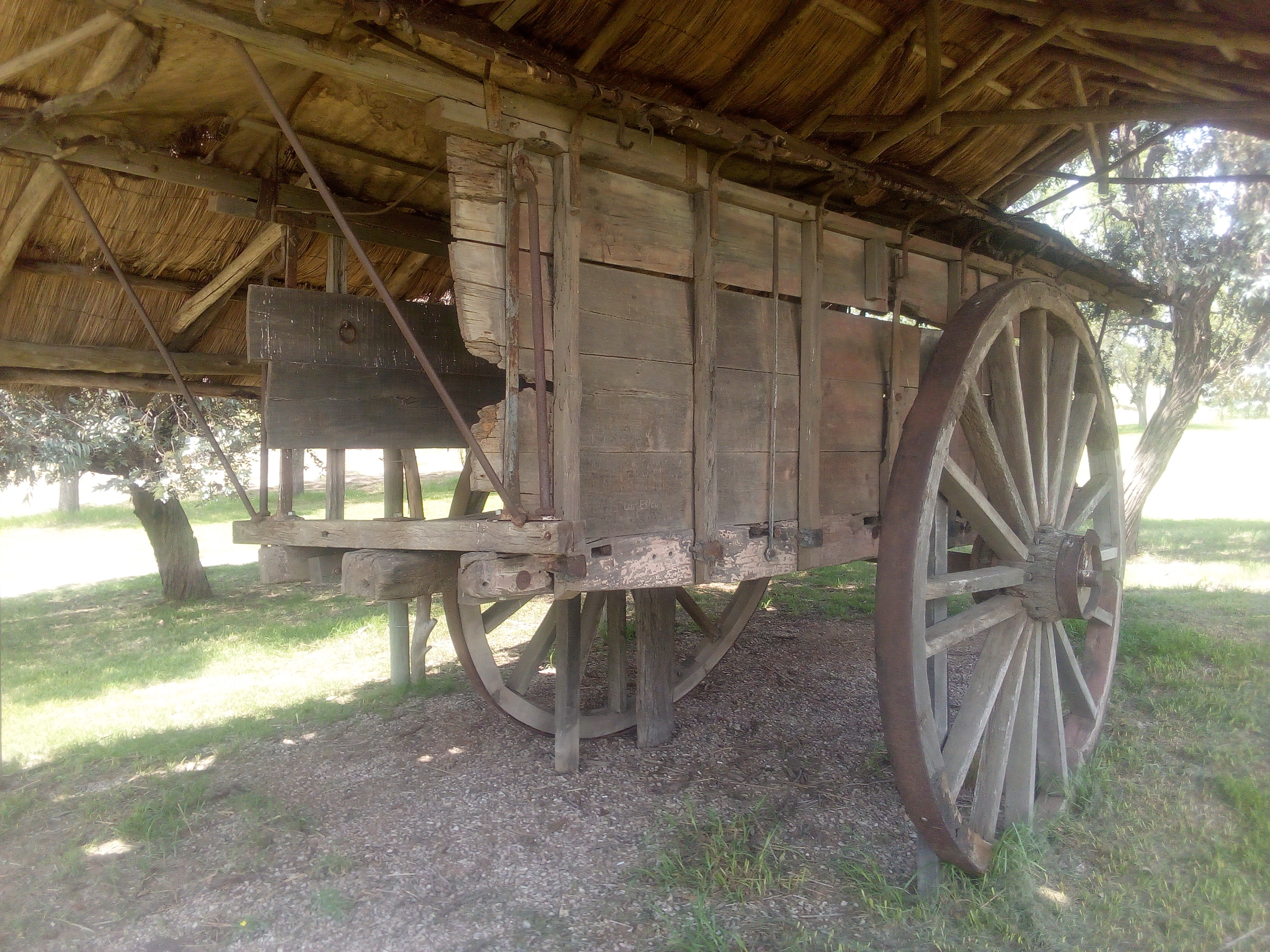
Carreta de los primeros pobladores, expuesta en la entrada del pueblo.

El origen de la localidad de Treinta de Agosto se debe a partir de la Colonia “La Fortuna”, una de las más antiguas del Distrito. La administración estaba a cargo de Miguel Llambías, que representaba a los propietarios a través de la firma Coelho y Cía., que en 1905 vende los campos a Justo G. de Urquiza.
Posteriormente, un 8 de diciembre de 1908 en el Partido de Lomas de Zamora, el Dr. Justo G. de Urquiza vende a los señores Julio Doblas y Roberto Urquiza el campo de su propiedad ubicado en el Partido de Trenque Lauquen.
Los trámites de inscripción de la escritura fueron realizados en Mercedes el 15 de febrero de 1909. Y diez meses después, los nuevos poseedores del campo, solicitaron al gobierno bonaerense la aprobación del trazado del pueblo y colonia de Treinta de Agosto, que fuera realizada por el agrimensor E. Cadet.
El nombre propuesto para la localidad indicaba la fecha en que se inicia el funcionamiento del Ferrocarril Oeste de Buenos Aires, primera vía férrea argentina, puntada inicial del sistema de comunicaciones que terminaría por extenderse uniendo a gran parte del país.
Finalmente, el 31 de marzo de 1911 el Poder Ejecutivo de Buenos Aires aprobó el plano del trazado del pueblo con 463 hectáreas, sobre un total de 9.100 que incluía el sector de chacras, y se aceptó la imposición del nombre de Treinta de Agosto, que conmemora la fecha de inauguración del Ferrocarril Oeste en 1857.
La aprobación al Ferrocarril Oeste para tender el ramal Pehuajó - Tres Lomas que atravesaría los campos del Partido de Trenque Lauquen, en la zona: Duhau, Corazzi, 30 de Agosto y la Porteña, valorizó estas tierras  y fue eso lo que llevó a los últimos adquirientes a realizar la mensura y posterior venta del nuevo pueblo. Las tierras se remataron en lotes, como, quintas, chacras y solares.

## Economía
Presenta una economía regional tripartita basada en la agricultura, ganadería y lechería. La misma es una ciudad pujante y con expectativa de crecimiento a largo plazo dada por las características de su infraestructura y educativas como lo es la Escuela Agropecuaria.

## Personalidades
Marcos Angeleri: jugador de fútbol.

Jorge Albero Tévez: jugador de fútbol. Jugó River Plate.

## Parroquias de la Iglesia católica en Treinta de Agosto
| Diócesis  | Nueve de Julio     |
| --------- | ------------------ |
| Parroquia | Santa Rosa de Lima |